# 공간 채움 곡선
수학에서 공간 채움 곡선(영어: space-filling curve) 또는 페아노 곡선(영어: Peano curve)은 모든 점을 적어도 한 번 이상 지나는, 2차원 이상의 공간 위의 곡선이다.

## 정의
위상 공간 {\displaystyle X}으로 가는 전사 연속 함수 {\displaystyle [0,1]\to X}은, {\displaystyle X}가 2차원 이상의 다양체인 경우 흔히 공간 채움 곡선이라고 부른다.

## 성질

### 한-마주르키에비치 정리
한-마주르키에비치 정리(영어: Hahn–Mazurkiewicz theorem)에 따르면, 하우스도르프 공간 {\displaystyle X}에 대하여, 다음 두 조건이 서로 동치이다.
- 전사 연속 함수 {\displaystyle [0,1]\to X}가 존재한다.
- 콤팩트 공간이며, 연결 공간이며, 국소 연결 공간이며, 거리화 가능 공간이다.
- 콤팩트 공간이며, 연결 공간이며, 국소 연결 공간이며, 제2 가산 공간이다.

### 네토 정리
{\displaystyle m}차원 매끄러운 다양체 {\displaystyle M} 및 {\displaystyle n}차원 매끄러운 다양체 {\displaystyle N}이 주어졌다고 하자. 네토 정리(영어: Netto’s theorem)에 따르면, 만약 {\displaystyle m\neq n}이라면, 전단사 연속 함수 {\displaystyle M\to N}은 존재하지 않는다.

## 같이 보기
- 힐베르트 곡선